# Danielsville (Georgia)
Danielsville es un pueblo ubicado en el condado de Madison en el estado estadounidense de Georgia. En el censo de 2000, su población era de 457.

## Demografía
En el 2000 la renta per cápita promedia del hogar era de $37,639, y el ingreso promedio para una familia era de $43,542. El ingreso per cápita para la localidad era de $14,086. Los hombres tenían un ingreso per cápita de $30,469 contra $22,188 para las mujeres.

## Geografía
Danielsville se encuentra ubicado en las coordenadas 34°7′27″N 83°12′59″O / 34.12417, -83.21639 (33.918499, -84.840848).
Según la Oficina del Censo, la localidad tiene un área total de 2,9 km² (1,1 mi²), de la cual 2,9 km² (1,1 mi²) es tierra y 0,1 km² (0 mi²) (0.90%) es agua.